# Bözen

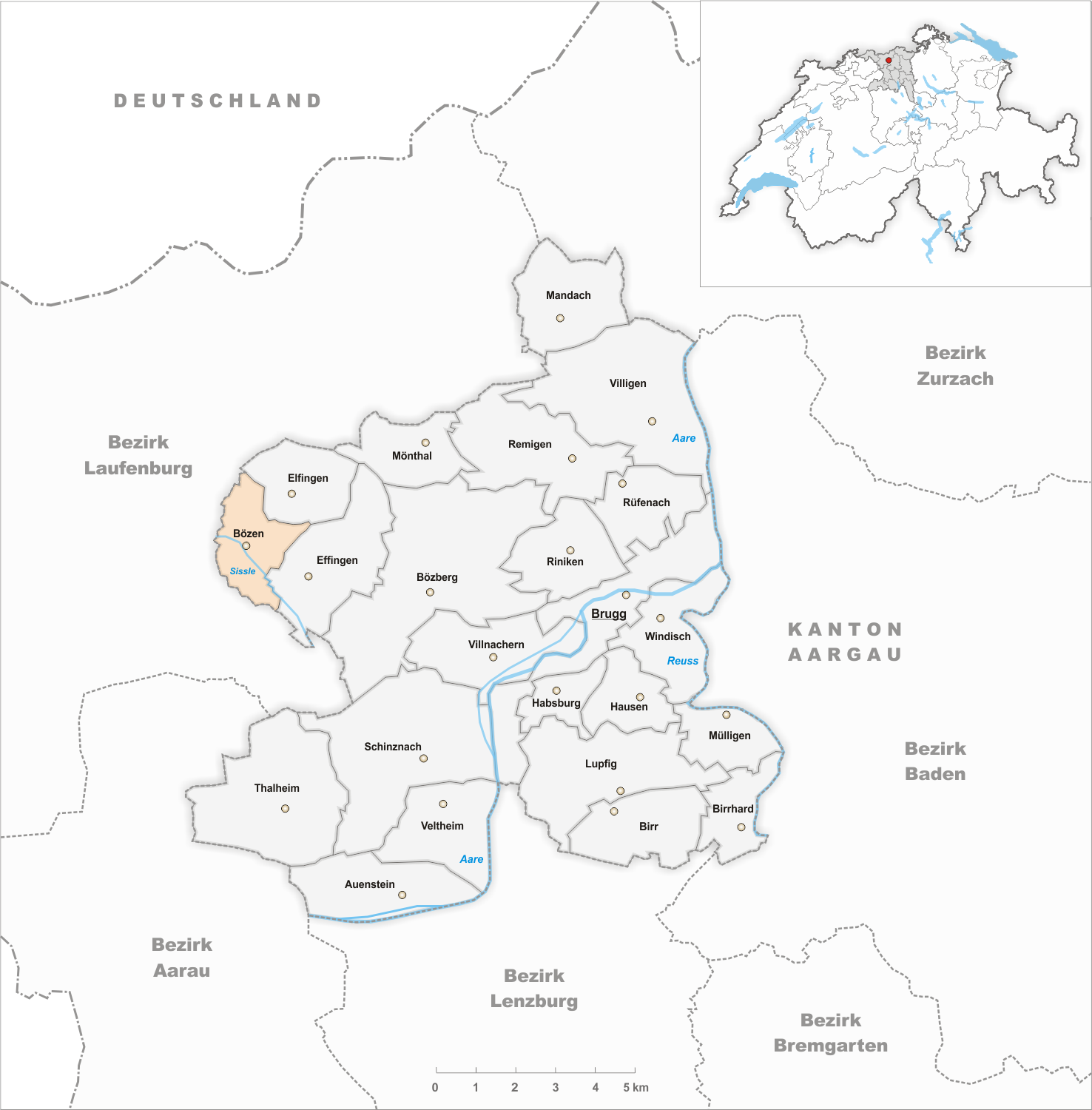
Gemeindestand vor der Fusion am 1. Januar 2022

Bözen (schweizerdeutsch: ˈbøːtsə) ist ein Dorf im Schweizer Kanton Aargau. Es liegt an der Westseite des Bözberg im oberen Fricktal. Bis zum 31. Dezember 2021 bildete Bözen eine eigenständige Einwohnergemeinde im Bezirk Brugg, seither ist es eines von vier Dörfern in der neu entstandenen Gemeinde Böztal im Bezirk Laufenburg.

## Geographie
Das Dorf liegt westlich des Bözbergpasses am Oberlauf der Sissle und ist von sanft ansteigenden Hügeln des Tafeljuras umgeben. Es sind dies der Schemel im Norden (615 m ü. M.), der Hessenberg im Nordosten (507 m ü. M.) und der Müliberg im Südwesten (473 m ü. M.). Ein kurzes Seitental führt nordostwärts in Richtung Elfingen. An den Südhangen des Schemels und Hessenbergs befinden sich mehrere Rebberge.
Die Fläche des Gemeindegebiets beträgt 396 Hektaren, davon sind 89 Hektaren mit Wald bedeckt und 50 Hektaren überbaut. Der höchste Punkt ist der Gipfel des Schemels auf 615 Metern, der tiefste liegt auf 397 Metern an der Sissle. Das Gemeindegebiet von Bözen ist Teil des Juraparks Aargau, einem «Regionalen Naturpark von nationaler Bedeutung». Nachbargemeinden sind Elfingen im Norden, Effingen im Osten, Zeihen im Süden und Hornussen im Westen.

## Geschichte
Mehrere Funde deuten darauf hin, dass die Gegend bereits während der Jungsteinzeit besiedelt war. Zur Zeit der Römer, ab Ende des 1. bis Mitte des 3. Jahrhunderts, befand sich hier ein einfacher Gutshof, dessen Grundriss mit Wohn- und Badetrakt 1923/28 freigelegt wurde. Die erste urkundliche Erwähnung von Boze erfolgte in einem Dokument aus dem Jahr 1284. Der Ortsname stammt vom lateinischen (ad montem) Vocetum, wobei Vocetum auf das keltische Wort Voceton zurückgeht, das mit Wald oder Gehölz übersetzt werden kann.

Historisches Luftbild von Walter Mittelholzer von 1923

Im Mittelalter war das Dorf Teil des Dinghofes Elfingen, das dem Kloster Murbach im Elsass gehörte. Der Dinghof verfügte über umfassende Rechte in der näheren Umgebung und wurde 1291 an die Habsburger verkauft. Königin Agnes von Ungarn schenkte 1322 den Besitz dem Kloster Königsfelden in Windisch. Daneben entstand im 14. Jahrhundert als Gerichtsbezirk die Twingherrschaft Bötzberg, die zuerst den Herren von Schönau und ab dem frühen 15. Jahrhundert der Familie des Arnold von Rotberg aus Basel gehörte. Diese übten die niedere Gerichtsbarkeit aus.
1460 eroberte Bern die Herrschaft Schenkenberg, wozu auch Bözen gehörte. Damit sicherten sich die Berner den wichtigen Pass über den Bözberg an der Grenze zu Vorderösterreich. Bözen war nun Hauptort eines Gerichtsbezirks und somit Teil der Untertanengebiete im Berner Aargau. Bern kaufte 1514 den Rotbergern die niederen Herrschaftsrechte ab; der einstmals bedeutende Elfinger Dinghof hörte damit auf zu existieren. 1528 führten die Berner die Reformation ein.
Im März 1798 nahmen französische Truppen die Schweiz ein, entmachteten die «Gnädigen Herren» von Bern und riefen die Helvetische Republik aus. Bözen gehört seither zum Kanton Aargau. In der zweiten Hälfte des 19. Jahrhunderts sank die Bevölkerungszahl um fast ein Drittel, da viele verarmte Dorfbewohner auswanderten (teils aus eigenem Entschluss, teils auf Drängen von anderen). Über ein Jahrhundert lang stagnierte die Einwohnerzahl, während sie anderswo deutlich zunahm. Ab 1980 nahm die Bautätigkeit deutlich zu, vor allem seit der Eröffnung der Bözbergautobahn im Jahr 1996.
Seit Juni 2017 liefen Abklärungen zur Fusion der Gemeinden Bözen, Effingen, Elfingen und Hornussen. Die Gemeindeversammlung stimmte dem Vorhaben am 27. Juni 2019 zu, die Volksabstimmung vom 24. November 2019 bestätigte dieses Ergebnis mit 236 Ja- zu 83 Nein-Stimmen. Die drei Gemeinden schlossen sich zum 1. Januar 2022 zur Gemeinde Böztal zusammen.

## Sehenswürdigkeiten

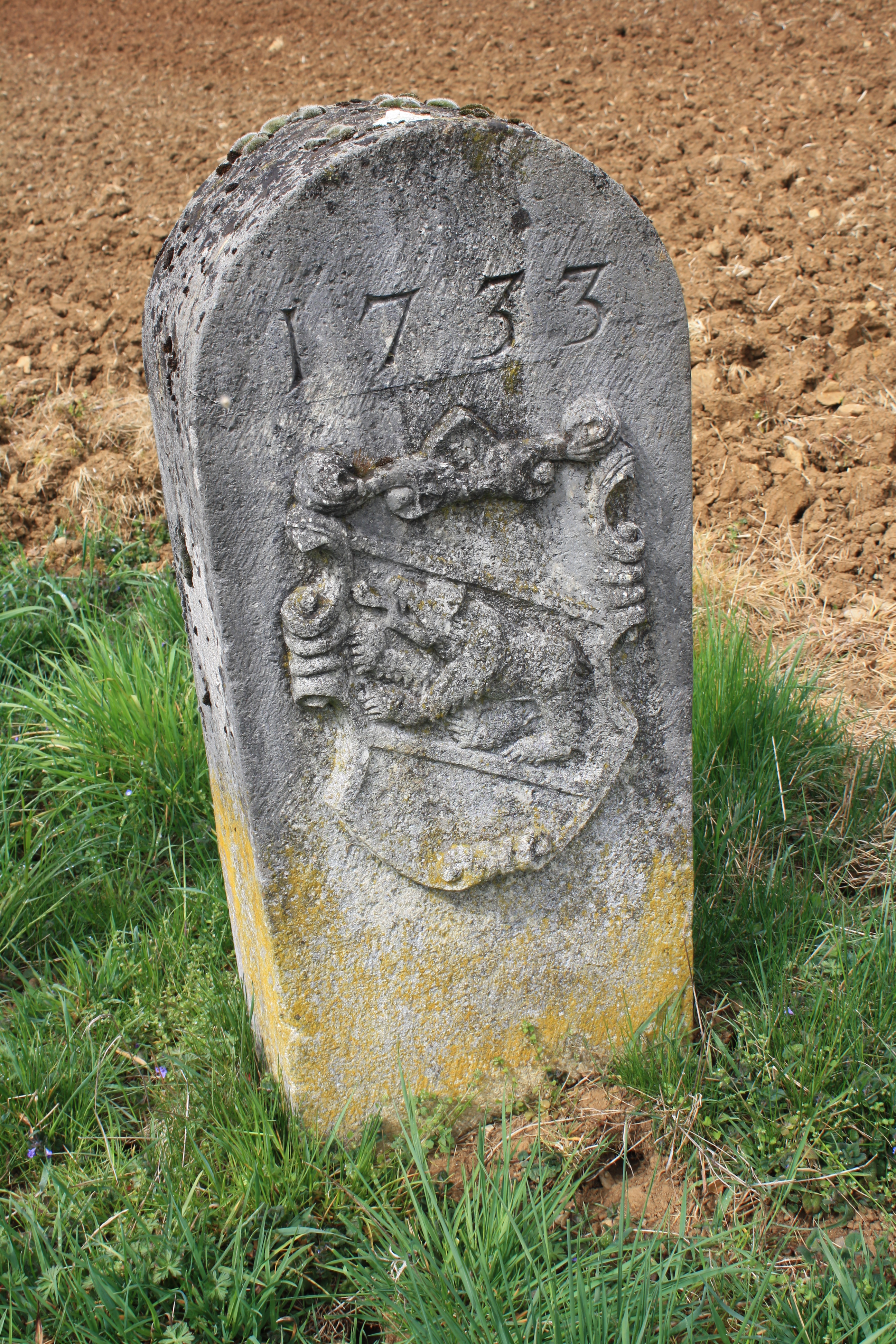
Der Grenzstein von 1733 zwischen Bözen und Hornussen markierte auch die Grenze zwischen Bern und dem österreichischen Fricktal

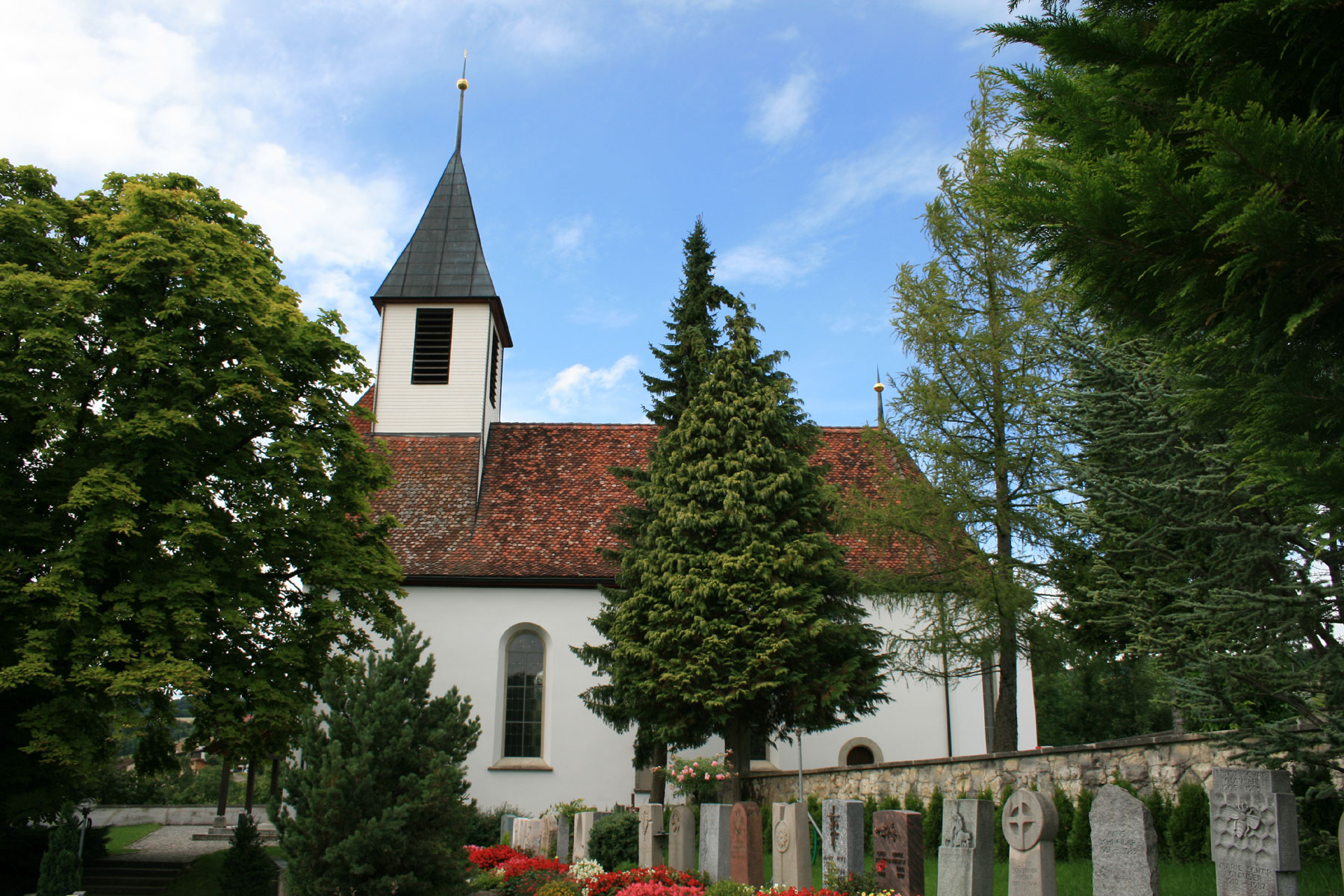
Kirche Bözen

Die Marienkapelle wurde erstmals 1381 als Filialkirche von Elfingen erwähnt. 1667 brach man die alte, zu klein gewordene Kapelle ab und erbaute an ihrer Stelle die heute noch bestehende Reformierte Kirche im spätbarocken Stil. Seit Juni 2009 ist der so genannte Rüedi-Kelch, ein Abendmahlskelch aus der Zeit um 1640, in der Kirche ausgestellt.

## Wappen
Die Blasonierung des Gemeindewappens lautet: «In Gelb schwarzer Balken.» Bis 1915 besass die Gemeinde kein eigenes Wappen. Sie übernahm dann vorerst inoffiziell jenes der Herren von Rotberg. Die definitive Einführung erfolgte im Jahr 1953.

## Bevölkerung
Die Einwohnerzahlen entwickelten sich wie folgt:
| Jahr      | 1764 | 1850 | 1900 | 1930 | 1950 | 1960 | 1970 | 1980 | 1990 | 2000 | 2010 | 2020 |
| Einwohner | 361  | 539  | 376  | 371  | 383  | 403  | 389  | 372  | 518  | 657  | 699  | 804  |

Am 31. Dezember 2021 lebten 815 Menschen in Bözen, der Ausländeranteil betrug 17,8 %. Bei der Volkszählung 2015 bezeichneten sich 44,0 % als reformiert und 22,7 % als römisch-katholisch; 33,3 % waren konfessionslos oder gehörten anderen Glaubensrichtungen an. 92,8 % gaben bei der Volkszählung 2000 Deutsch als ihre Hauptsprache an, 2,0 % Albanisch und 1,8 % Serbokroatisch.

## Politik und Recht
Die Versammlung der Stimmberechtigten, die Gemeindeversammlung, übt die Legislativgewalt aus. Ausführende Behörde ist der fünfköpfige Gemeinderat. Er wird im Majorzverfahren vom Volk gewählt, seine Amtsdauer beträgt vier Jahre. Der Gemeinderat führt und repräsentiert die Gemeinde. Dazu vollzieht er die Beschlüsse der Gemeindeversammlung und die Aufgaben, die ihm vom Kanton zugeteilt wurden. Für Rechtsstreitigkeiten ist in erster Instanz das Bezirksgericht Brugg zuständig. Bözen gehört zum Friedensrichterkreis VIII (Brugg).

## Wirtschaft
In Bözen gibt es gemäss der im Jahr 2015 erhobenen Statistik der Unternehmensstruktur (STATENT) rund 170 Arbeitsplätze, davon 22 % in der Landwirtschaft, 17 % in der Industrie und 61 % im Dienstleistungssektor. Die meisten Erwerbstätigen sind Wegpendler und arbeiten in Brugg oder in den grösseren Gemeinden des Fricktals.
Von Bedeutung ist weiterhin der Weinbau. An den Südhängen von Schemel und Hessenberg war im Jahr 2018 eine Fläche von 10,75 Hektaren mit Reben bestockt, wobei die Sorten Blauburgunder und Riesling × Sylvaner überwiegen.

## Verkehr
Bözen liegt an der Hauptstrasse 3 von Basel über den Bözbergpass nach Zürich. Von dieser zweigt die Kantonsstrasse 460 nach Elfingen und ins Hochrheintal ab. Am südwestlichen Dorfrand führt die Autobahn A3 vorbei. Die nächsten Anschlüsse befinden sich zwischen Effingen und Zeihen (nur nach Basel) sowie bei Frick.

### Öffentlicher Verkehr
Die Anbindung an das Netz des öffentlichen Verkehrs erfolgt durch eine Postautolinie zwischen dem Bahnhof Frick und dem Bahnhof Brugg. An Wochenenden verkehrt ein Nachtbus von Frick über Bözen nach Densbüren.
- 137 Brugg Bahnhof – Effingen – Elfingen – Bözen – Frick
- N97 Frick Bahnhof  – Hornussen – Bözen – Effingen – Zeihen – Herznach – Densbüren – Asp AG – Herznach – Ueken – Frick Bahnhof

## Bildung
Die Gemeinde verfügt über einen Kindergarten und ein Schulhaus, in dem die Primarschule unterrichtet wird. Sämtliche Oberstufen (Realschule, Sekundarschule und Bezirksschule) können in Frick besucht werden. Die nächstgelegenen Gymnasien sind die Alte Kantonsschule und die Neue Kantonsschule, beide in Aarau.

## Persönlichkeiten
- Roland Brack (* 1972), Unternehmer
- Marie Heim-Vögtlin (1845–1916), erste Ärztin der Schweiz